# Дракончик середземноморський
Дракончик середземноморський, Trachinus araneus, є рибою родини Trachinidae, ряду Perciformes. Поширений у східній Атлантиці від Португалії до Анголи, також у Середземному морі. Сягає до 45 см довжиною. Морська субтропічна риба.